# Caseyville
Caseyville é uma vila localizada no estado americano de Illinois, no Condado de St. Clair.

## Demografia
Segundo o censo americano de 2000, a sua população era de 4310 habitantes.
Em 2006, foi estimada uma população de 4257, um decréscimo de 53 (-1.2%).

## Geografia
De acordo com o United States Census Bureau tem uma área de
16,1 km², dos quais 16,1 km² cobertos por terra e 0,0 km² cobertos por água.

## Localidades na vizinhança
O diagrama seguinte representa as localidades num raio de 12 km ao redor de Caseyville.